# 1 Samuel 21

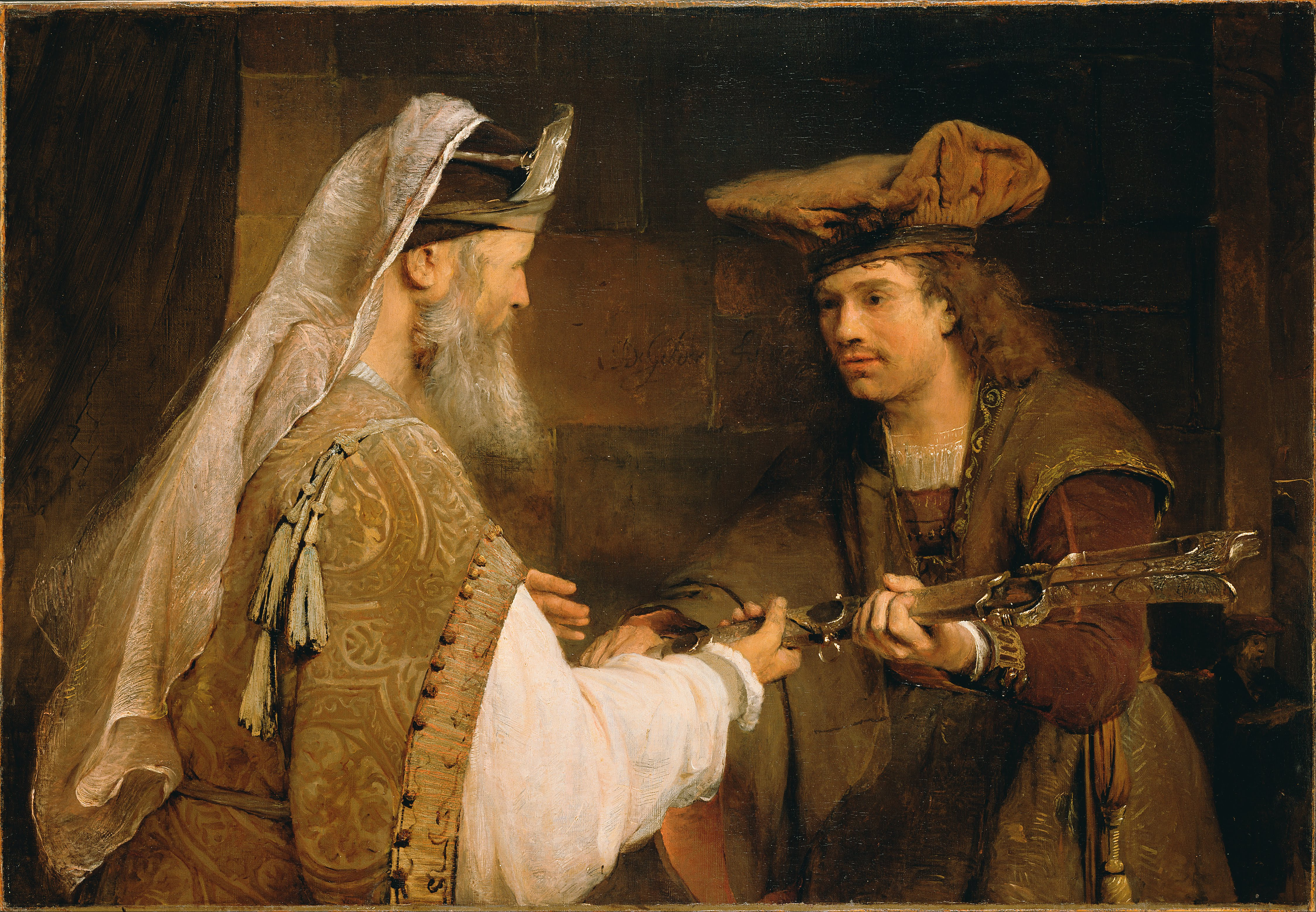
"Ahimelec entrega la espada de Goliat a David», pintura de Arent de Gelder (década de 1680).

1 Samuel 21 es el vigesimoprimer capítulo del Primer Libro de Samuel en el Antiguo Testamento de la Biblia cristiana  o la primera parte de los Libros de Samuel en la Biblia hebrea. Según la tradición judía, el libro se atribuyó al profeta Samuel, con adiciones de los profetas Gad y Natán, pero muchos eruditos modernos lo ven como una composición de varios textos independientes de diversas épocas, desde el 630-540 a. C. aproximadamente.  Este capítulo contiene el relato de la huida de David de los repetidos intentos de Saúl de matarlo. Esto se encuentra dentro de una sección que comprende desde 1 Samuel 16 hasta 2 Samuel 5, que registra el ascenso de David como rey de Israel.

## Texto
Este capítulo fue escrito originalmente en el idioma hebreo. Está dividido en 15 versículos en las Biblias en inglés, pero 16 versículos en la Biblia hebrea con una numeración de versículos diferente.

### Numeración de versículos
Hay algunas diferencias en la numeración de versículos de este capítulo en las Biblias inglesas y los textos hebreos:
| Inglés  | Hebreo  |
| ------- | ------- |
| 20:42b  | 21:1    |
| 21:1–15 | 21:2–16 |

Este artículo sigue, en general, la numeración común de las versiones de la Biblia en inglés cristiano, con notas sobre la numeración de las versiones de la Biblia en hebreo.

### Testigos textuales
Algunos manuscritos antiguos que contienen el texto de este capítulo en hebreo son de la tradición del Texto Masorético, que incluye el Códice de Jerusalén (895), el Códice de Alepo (siglo X) y el Códice de Leningrado (1008). Se encontraron fragmentos que contienen partes de este capítulo en hebreo entre los Rollos del Mar Muerto, incluido el 4Q51 (4QSama; 100-50 a. C.) con los versículos 3-4, 9-10 y 12 existentes.
Entre los manuscritos antiguos existentes de una traducción al griego koiné conocida como la Septuaginta (originalmente realizada en los últimos siglos a. C.) se encuentran el Códice Vaticano (B; {\displaystyle \ ara{G}}B; siglo IV) y el Códice Alejandrino (A; {\displaystyle \ ara{G}}A; siglo V).